# Ludwig Klages
Ludwig Klages (Hannover, 10 dicembre 1872 – Kilchberg, 29 luglio 1956) è stato un filosofo tedesco.

## Biografia
Klages nacque ad Hannover, in Germania. I suoi studi furono inizialmente di fisica e chimica, poi di psicologia e filosofia a Lipsia, Hannover e Monaco di Baviera. Dopo l'incontro con lo scultore Hans Busse, nel 1894 fondò con lui e Georg Meyer l'Associazione di Grafologia di tedesca.
A Monaco incontra anche lo scrittore Karl Wolfskehl e il mistico Alfred Schuler, con il quale forma, assieme allo scrittore Ludwig Derleth, un gruppo noto come circolo dei Cosmici nel quartiere di Schwabing, a Monaco; circolo, a volte, associato anche al poeta Stefan George. Klages scrive un libro elogiativo sulla poesia di George nel 1902. È in questo gruppo che avvicina alcuni dei temi che riprenderà e svilupperà in seguito, come una critica del mondo moderno, in gran parte ispirata al romanticismo tedesco e ad autori del XIX secolo, come Nietzsche, Bergson, e soprattutto dopo Karl Wolfskehl, Johann Jakob Bachofen (1815-1887), antropologo svizzero noto per il suo lavoro sulla società matriarcali.
Nel 1914, Klages, trasferitosi in Svizzera, si sostiene con i diritti dei suoi scritti e con le sue conferenze. Tornerà in Germania nel 1920, dove gli verrà conferita nel 1932 la Medaglia Goethe per l'arte e la scienza. Verrà attaccato nel 1936 da parte delle autorità naziste per la sua mancanza di supporto al regime; nel 1942, è soggetto a una campagna di denuncia violenta condotta contro di lui dai giornali tedeschi, in occasione del suo 70º compleanno. Sarà invece onorato dal governo del dopoguerra, soprattutto per i suoi 80 anni, nel 1952.

Il suo lavoro è stato ampiamente discusso in Germania, dove ha rappresentato un punto di riferimento intellettuale essenziale. Al centro della riflessione di scrittori come Benjamin o Hermann Hesse; presente nelle opere di Robert Musil (il personaggio di Meingast in L'uomo senza qualità) e Thomas Mann. Emil Cioran lo considerava un maestro.

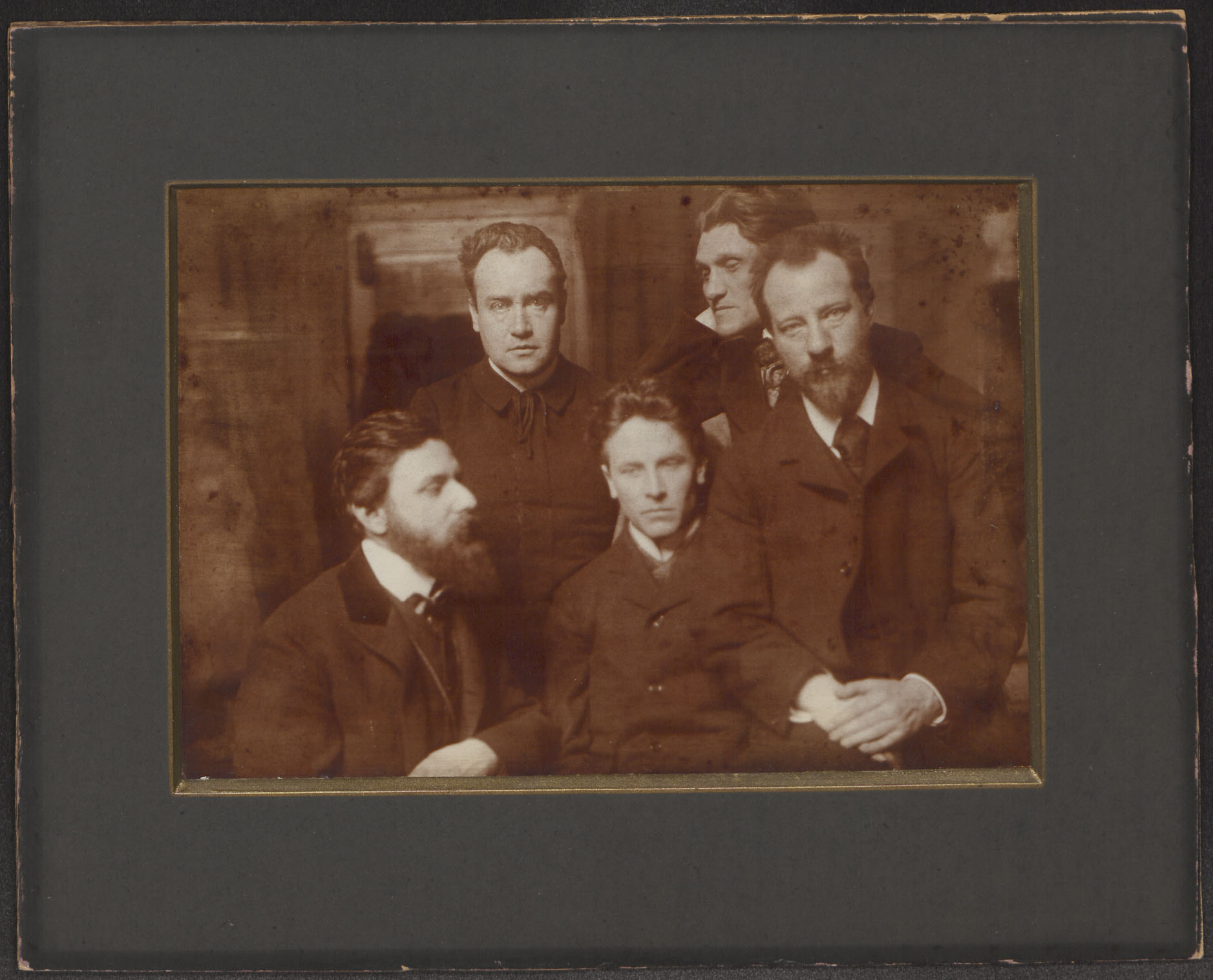
Karl Wolfskehl, Alfred Schuler, Ludwig Klages, Stefan George & Albert Verwey (1902)

## Pensiero
Considerato uno dei massimi esponenti della caratterologia in Germania, formulò l'idea di un inconscio non represso, anteriore alla coscienza e chiamato anima. All'anima (Seele) si contrappone lo spirito (Geist), costruttore dell'Io e distruttore dell'istinto.
Klages ha creato una teoria completa di grafologia a cui il suo nome è indissolubilmente legato, come anche ai concetti di forma,  ritmo e interpretazione del bipolarismo. Sulla scia di Nietzsche e Bergson, ha anticipato la fenomenologia esistenziale e sviluppato il concetto di logocentrismo nel 1929.
Fortemente influenzato dalla filosofia della vita di Nietzsche (Lebensphilosophie), ha portato l'insegnamento nietzscheano "alle sue conclusioni più estreme." Il suo pensiero è esposto principalmente in Lo spirito come antagonista dell'anima (Der Geist als Widersacher der Seele, 1929-1932, tre volumi), forse il suo lavoro più noto. Klages osserva e sostiene che lo spirito e l'iper-razionalismo uccidono il ritmo naturale della vita e dell'anima. Oppone così lo spirito alla vita e presenta l'essere umano come il luogo di un conflitto tra queste due dimensioni. Per lui la corrente del Romanticismo è una rivincita della vita contro lo Spirito. Tuttavia questo soprassalto è solo sintomo della vittoria totale dello Spirito che può portare alla distruzione della forza vitale. Questi concetti sono stati ampiamente discussi in Germania nel periodo tra le due guerre, soprattutto all'interno dei circoli cosiddetti della rivoluzione conservatrice, assieme a quelli di Kultur (cultura) e Zivilisation (civiltà), difficilmente traducibili in altre lingue.
Klages è anche uno dei principali precursori del movimento ecologista in Europa, in particolare con la sua conferenza tenuta presso l'Alta Meissner nel 1913, in un convegno dal titolo "L'uomo e la terra", dove egli profetizza e denuncia l'estinzione di gran parte delle specie animali, il saccheggio delle risorse naturali, le devastazioni del turismo di massa e del progresso ("nient'altro che la negazione della vita"). Questo testo è stato riscoperto da correnti ambientaliste tedesche, tra cui i Verdi nei primi anni 80, ed è uno dei primi manifesti di queste correnti politiche.
Alla sua morte, il filosofo tedesco Jürgen Habermas sosteneva che "i risultati [di Klages] di antropologia e filosofia del linguaggio" non dovrebbero "essere nascosti dietro il velo della sua metafisica anti-intellettuale e della sua filosofia apocalittica storia ".

## Traduzioni italiane
- L'anima e lo spirito, Bompiani, Milano 1940 (contiene L'essenza del ritmo, Preludio alla caratterologia e La natura della coscienza); ed. aggiornata a cura di Davide Di Maio, Meltemi, Milano 2019.
- La scrittura e il carattere. Principi e elementi di grafologia, Mursia, Milano 1993.
- Perizie grafologiche su casi illustri, Adelphi, Milano 1994.
- L'anima e la forma, Fazi, Roma 1995 (contiene anche la traduzione dei Canti del sogno e della morte di Stefan George).
- L'uomo e la terra, Mimesis, Milano 1998.
- Goethe come esploratore dell'anima, Mimesis, Sesto San Giovanni 2003.
- La realtà delle immagini : simboli elementari e civiltà preelleniche, Christian Marinotti, Milano 2005.
- Dell'eros cosmogonico, PGRECO Edizioni, Milano 2012.
- Espressione e creatività, trad. e cura di D. Di Maio, Marinotti, Milano 2015.